# Lily Pettigrew
Pour les articles homonymes, voir Pettigrew.
La modèle d'artiste Lily Pettigrew est née à Portsmouth le 25 février 1870. Comme ses sœurs Rose et Hetty (en), elle pose pour de nombreux peintres et photographes anglais, notamment Godward, Whistler et Sambourne.

## Biographie
Lily est la troisième des nombreux enfants

d'un tailleur de liège et d'une couturière à domicile.
Lily a douze ans quand son père meurt et que sa mère s'installe à Londres : les trois filles découvrent dans la capitale le monde de l'art, et commencent à poser pour des peintres comme Whistler, sa femme Beatrice, William Holman Hunt, Theodore Roussel et John Everett Millais
.
Sa sœur Rose dira d'elle: « Lily avait les cheveux roux et bouclés, les yeux violets, une belle bouche, un nez classique, un visage bien fait, un cou large et proportionné, une silhouette exquise : elle était parfaite. ».
Lily commence à poser en 1887 pour des peintres et dessinateurs. Elle pose nue de nombreuses toiles de John William Godward, de 1890 à 1896, comme Une prêtresse (it) et Camaspe (it)
.
D'août 1889 à mai 1892, Lily et sa sœur Hetty posent pour le photographe Edward Linley Sambourne, parfois dans l'atelier de Whistler
,.
En 1898, Lily épouse John Boyden Barrett. Sa carrière de mannequin prend alors fin rapidement, sans doute à la demande de son mari. Nous n'avons guère d'informations fiables sur Lily Pettigrew après 1911.
Le British Art Journal nous dit, en 2014, que le couple aurait loué et habité quelques maisons près de Londres jusqu'en 1930 — date où ils ne peuvent plus en payer le loyer — et confirme que nous ne savons rien de sa vie ultérieure ni de sa mort
.

## Galerie

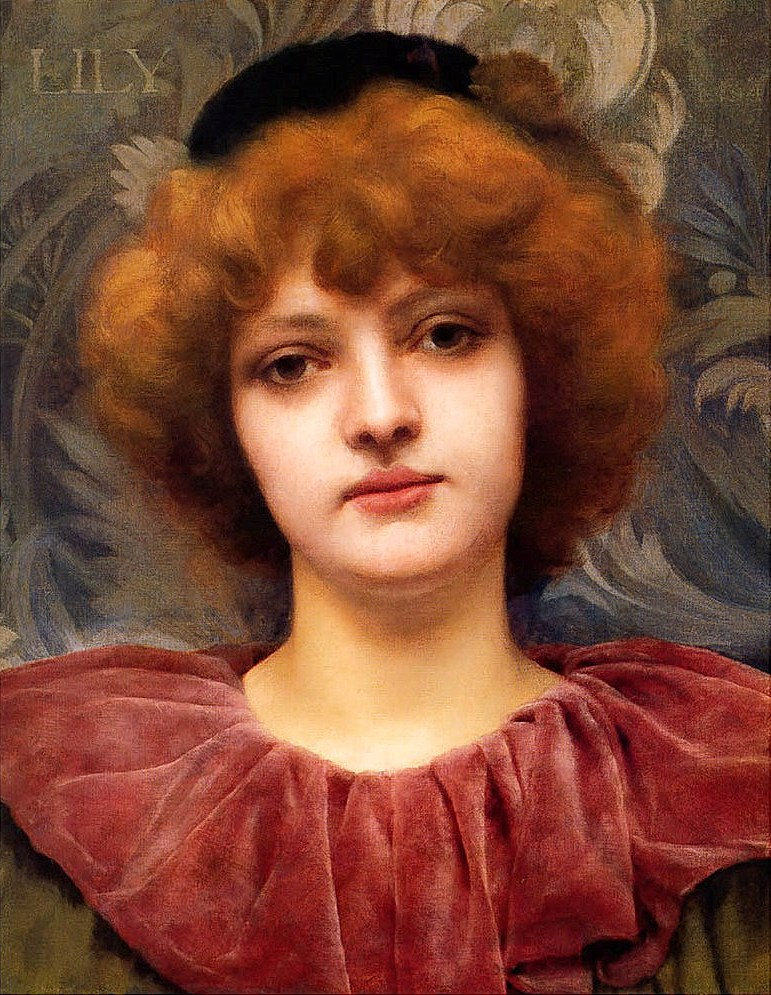
John William Godward, Portrait de Lily Pettigrew, env. 1887
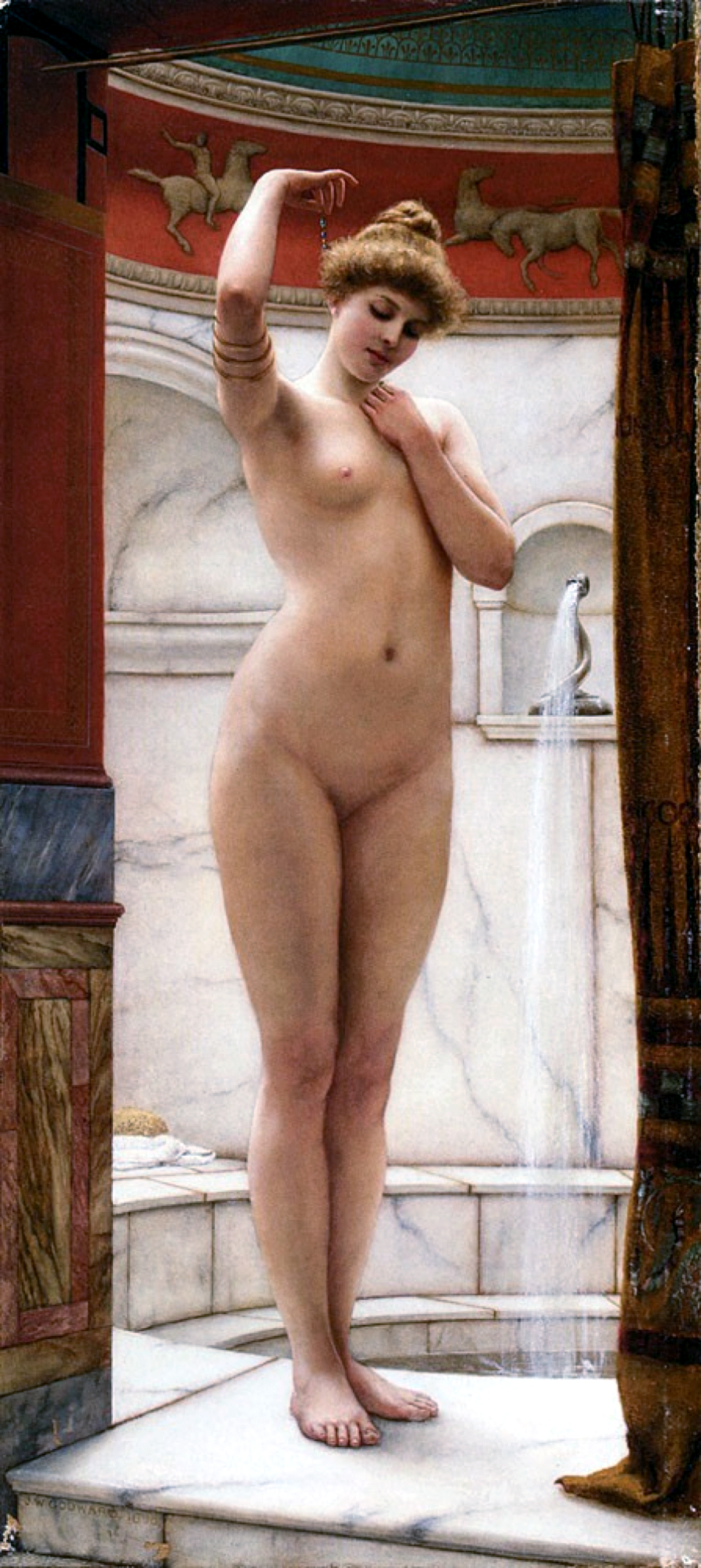
Godward,Un bain pompéien, 1890
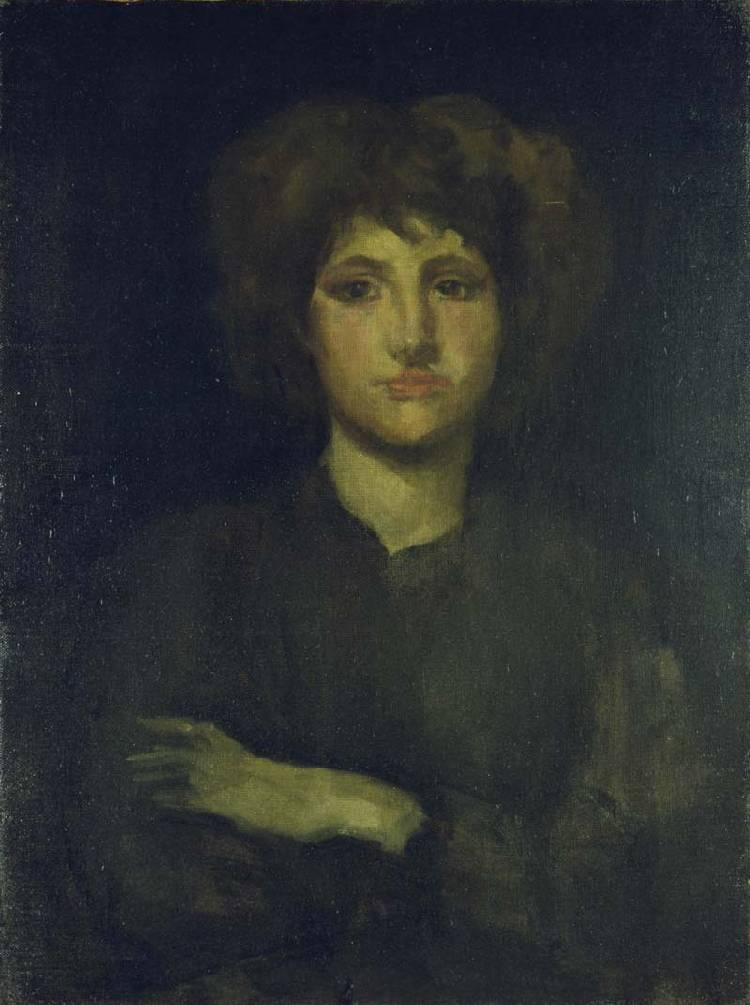
Whistler, Portrait de Lily Pettigrew, env. 1895
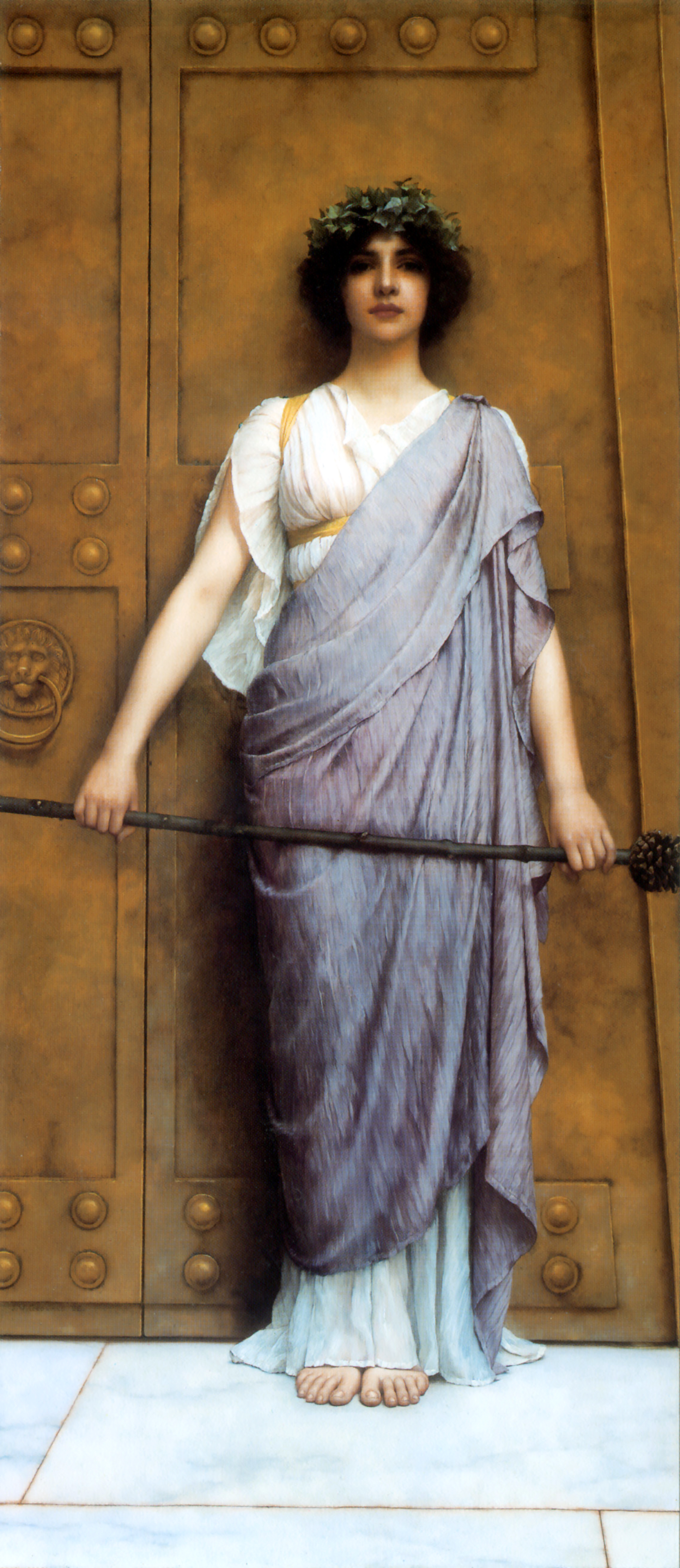
Godward, Aux portes du temple, 1898
Edward Linley Sambourne, Lily Pettigrew, nu photographique, 1889.